# Ctenotus monticola
Ctenotus monticola (атертонський гребневухий сцинк) — вид сцинкоподібних ящірок родини сцинкових (Scincidae). Ендемік Австралії.

## Поширення і екологія
Атертонські гребневухі сцинки мешкають на плато Атертон в штаті Квінсленд в околицях Маріби та Хербертона. Вони живуть в евкаліптових лісах з трав'янистим підліском.